# Beaumes-de-Venise
Beaumes-de-Venise is een gemeente in het Franse departement Vaucluse (regio Provence-Alpes-Côte d'Azur) en telt 2175 inwoners (2005). De plaats maakt deel uit van het arrondissement Carpentras.

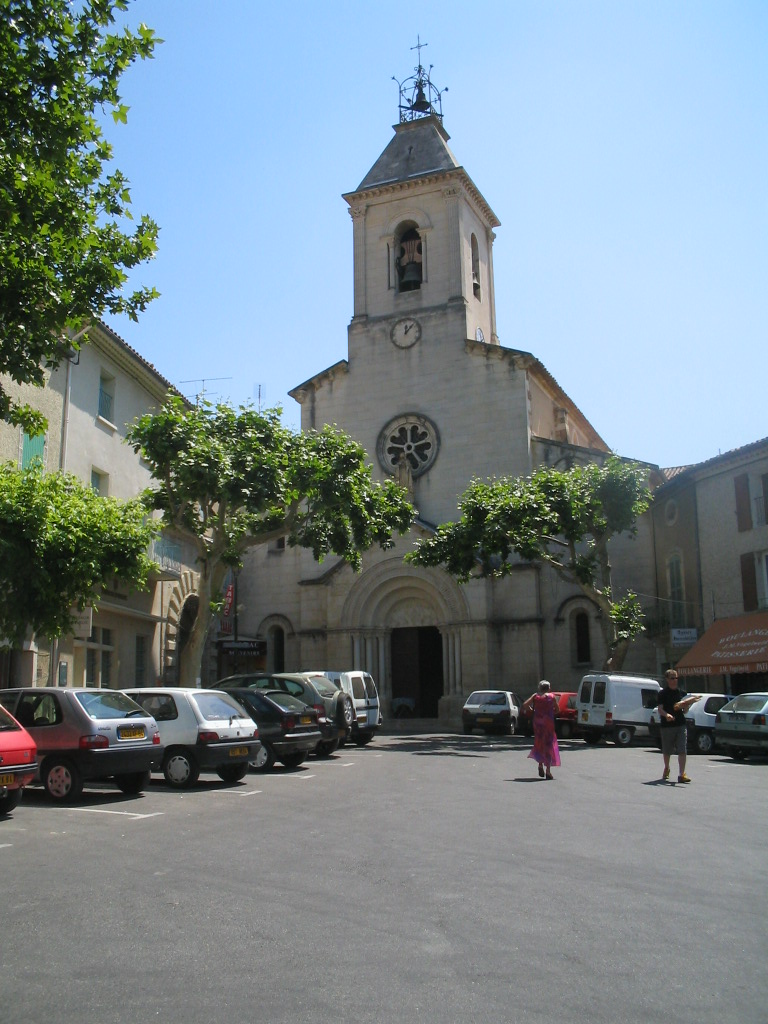
Kerkje

## Geografie
De oppervlakte van Beaumes-de-Venise bedraagt 19,0 km², de bevolkingsdichtheid is 114,5 inwoners per km².
De onderstaande kaart toont de ligging van Beaumes-de-Venise met de belangrijkste infrastructuur en aangrenzende gemeenten.

## Demografie
Onderstaande figuur toont het verloop van het inwonertal (bron: INSEE-tellingen).